# Râul Cârnu
Râul Cârnu este un râu din România, afluent al râului Câlniștea. 